# 제9함대 (일본)
제9함대(第八艦隊 다이큐칸타이[*], 8th Fleet)는 일본 제국 해군의 남태평양 지역 함대였다.

## 역사
제9함대는 1943년 11월 15일에 남동방면함대 소속 뉴기니 해역 관할 함대로서 창설되었다. 이 부대는 북쪽 해안을 점령하고 있는 일본군에 대한 지원과 제2, 7근거지대의 행정관리를 위해서인데, 창설되었을 때는, 이미 뉴기니 대부분은 미국군에서 카트휠 작전으로 재탈환한 상황이었다. 그렇기에 일본군을 지원할 수 있는 범위는 한정적이었고, 그들은 미국군의 공격을 막는데 급급하였고, 결국 웨와크로 사령부를 옮기고 홀란디아로 후퇴하였다.
1944년 3월, 제2, 7근거지대의 잔존병력을 모아 제27특별근거지대로 합치고, 함대는 남서방면함대로 전속하였다. 4월 22일, 미국군이 홀란디아에 상륙함에 따라 약 1천명으로 구성된 제27특별근거지대가 대항하였으나, 비악섬에 주둔하던 제4남견함대 소속 제28특별근거지대의 지원을 받기도 전에 전선이 밀려나, 5월 3일에 사르미로 후퇴하는 도중에 제9함대와 제90경비대 사령부가 전멸하였다. 전멸이 확인된 뒤, 함대는 7월 10일에 폐지되었다.
제27특별근거지대는 살아남아 남서방면함대으로 전속하였고, 보급선이 끊겨 자급자족하였다. 이후, 제4남견함대의 지휘를 받았다가 12월에 일본 천왕의 옥쇄 명령에 따라 모두 자살하였다.

## 구조

### 지휘부
| 계급 | 성명            | 취임일           | 이임일         | 추가 설명           |
| ---- | --------------- | ---------------- | -------------- | ------------------- |
| 중장 | 엔도 요시카즈 † | 1943년 11월 15일 | 1944년 5월 3일 | 비악 전투에서 전사. |

| 계급 | 성명          | 취임일           | 이임일         | 추가 설명           |
| ---- | ------------- | ---------------- | -------------- | ------------------- |
| 소장 | 오니시 신장 † | 1943년 11월 15일 | 1944년 5월 3일 | 비악 전투에서 전사. |

### 소속
1. 남동방면함대, 1943년 11월 15일
2. 남서방면함대, 1944년 3월 25일

### 편성
- 일본 제국 해군의 전투 서열 (1944년 4월 1일)#제9함대, 전시편제제도 개정

#### 1943년 11월 15일
- 제2특별근거지대 - 웨와크
  - 제26구잠대
  - 제34구잠대
  - 제2통신대
  - 제12항무부
- 제7근거지대 - 라에→시오→웨와크
  - 부속：제26호구잠정, 제34호구잠정, 제35 [구잠정
  - 제2통신대
  - 제12항무부
- 부속：시라타카, 시라누이
  - 제16호 소해정, 제32호 소해정, 제34호 소해정, 제35호 소해정
  - 사세보 진수부 제5특별육전대

#### 1944년 7월 10일
- 제27특별근거지대
  - 제90경비대 - 홀란디아

## 참전
- 뉴기니 전역
  - 홀란디아 전투
  - 비악 전투

## 참고

### 자료
- Gailey, Harry A. (2007). 《MacArthur's Victory: The War In New Guinea 1943-1944》. New York: Random House. ISBN 9780307415936.